# Jacaleapa
Jacaleapa – gmina (municipio) w południowym Hondurasie, w departamencie El Paraíso. W 2010 roku zamieszkana była przez ok. 4 tys. mieszkańców. Siedzibą administracyjną jest miasteczko Jacaleapa.

## Położenie
Gmina położona jest w środkowej części departamentu. Graniczy z 3 gminami:
- Teupasenti od północy,
- Potrerillos i Yuscarán od zachodu,
- San Matías od południa,
- Danlí od wschodu.

## Demografia
Według danych honduraskiego Narodowego Instytutu Statystycznego na rok 2010 struktura wiekowa i płciowa ludności w gminie przedstawiała się następująco:
| Wiek      | 0–3 | 4–6 | 7–12 | 13–17 | 18–24 | 25–64 | 65+ | razem |
| Jacaleapa | 357 | 289 | 513  | 424   | 467   | 1 626 | 279 | 3 955 |
| Mężczyźni | 170 | 149 | 273  | 237   | 234   | 719   | 133 | 1 915 |
| Kobiety   | 188 | 140 | 240  | 187   | 233   | 906   | 146 | 2 040 |